# 橘あさひ
橘 あさひ（たちばな あさひ、11月14日）は、日本のコスプレイヤー、グラビアアイドル、タレント。

## 経歴
幼少期からテレビアニメを視聴しており、友達の影響で声優業に関心を持ち、高校入学後、地元の劇団と高校の演劇部に所属。学生時代は劇団と部活で演技の基礎を学び、高校卒業後は代々木アニメーション学院 福岡校 に入学する。
代々木アニメーション学院福岡校卒業を機に上京し、声優の事務所に所属する傍ら、趣味であったコスプレをTwitterに投稿する。Twitter投稿をきっかけに、コスプレイヤーとしての活動を開始。
本格的にむちむちえっちコスプレイヤーとしての活動を始めるために声優事務所を退所した後に、キャトルステラに所属となる。その後、ジャストプロに移籍。
2022年7月24日、光文社主催「ミスFLASH2023」セミファイナリスト。
2025年4月20日、漫画家・水龍敬の世界観を表現するイベント、「おいでよ!水龍敬ランドin新宿」に出演。
現在、Twitterのフォロワーは28万人。

## 人物
性格は負けず嫌いで明るい性格。本人曰く短所はせっかち。好きな動物はネコ、イヌ、特にエキゾチックショートヘアやペキニーズが好き。
家族構成は父、母、姉、妹、三人姉妹の次女。妹は英語が堪能で配信やTwitter等によく現れ、海外ファンに向けて翻訳をしてくれる。姉妹仲はとても良く、妹と遊びにいく写真が頻繁にTwitterにて投稿される。
1番好きなアニメはONEPIECE。毎週欠かさず週刊少年ジャンプを購入しては考察をしており、週に1回はONEPIECE専門ショップ麦わらストアに癒されに行く。好きなキャラはサンジと語っている。特に好きな話はスリラーバーク編とドレスローザ編。
好きな色は淡い水色
趣味はアニメ鑑賞、コスプレ、ポケモンカード、ONEPIECE考察、お笑い鑑賞、漫画を読む事
漫画に関しては様々なジャンルを読破しており、年間約1000作品読むほど漫画好き。好きな漫画家は尾田栄一郎、丸尾末広、古屋兎丸、森恒二。
好きな人物は上坂すみれと杉山紀彰
SNSに投稿している写真はイラストレーターのイラストを参考にして投稿しており、構図やシチュエーション等にこだわりがある。

## 外部
- 橘あさひ (@tachibana_asa) - X（旧Twitter）
- 橘あさひ (@tadanoasahi) - Instagram
- 橘あさひちゃんねる - YouTubeチャンネル